# COG5
보존된 올리고머 골지 복합체 서브 유닛 5(Conserved oligomeric Golgi complex subunit 5)는 인간에서 COG5 유전자에 의해 암호화되는 단백질이다.
단백질 복합체는 골지체와 세포 내 수송, 당 단백질 변형에 대한 능력의 주요 결정 인자이다. 골지체 수송 복합체(GTC), 당화 반응에 관여하는 LDLC 복합체 및 소포체 수송에 관여하는 SEC34 복합체를 포함하는 몇몇 복합체가 확인되었다. 이 3개의 복합체는 서로 동일하며 COG5를 포함하는 보존된 올리고머 골지 복합체로 불린다.

## 상호 작용
COG5는 COG7, COG4와 상호 작용하는 것으로 나타났다. 